# 마커스 세미엔
마커스 앤드루 세미엔  (Marcus Andrew Semien, 1990년 9월 17일 ~ )은 미국의 프로 야구 선수로 메이저 리그 베이스볼의 텍사스 레인저스를 위한 유격수와 2루수이다.  그는 이전에 시카고 화이트삭스, 오클랜드 애슬레틱스와 토론토 블루제이스를 위하여 활약하였다.  세미엔은 자신이 또한 골드글러브와 실버 슬러거 상을 수상했을 때 블루제이스와 함께 2021년 올스타였다.  2021년 시즌에 이어 세미엔은 레인저스와 7년, 1억 7천 5백만 달러의 계약을 맺었고 2023년 팀과 함께 월드 시리즈를 우승하였다.

## 초기 생애
캘리포니아주 샌프란시스코에서 태어난 세미엔은 도시로부터 만 건너편에 엘세리토 청년 야구에서 투수로 자라와 내야수로 활약하였고 지역의 올스타 팀들의 일원이었다.  그는 버클리에 있는 세인트메리스 칼리지 고등학교에 다니러 갔다.  세인트메리스에서 그는 주니어로서 .471 점을, 시니어로서 .371 점을 쳤고 자신이 2008년 메이저 리그 베이스볼 드래프트의 34번째 라운드에서 시카고 화이트삭스에 의하여 드래프트 되었던 올리그에 3번이나 임명되었다.

## 대학 경력

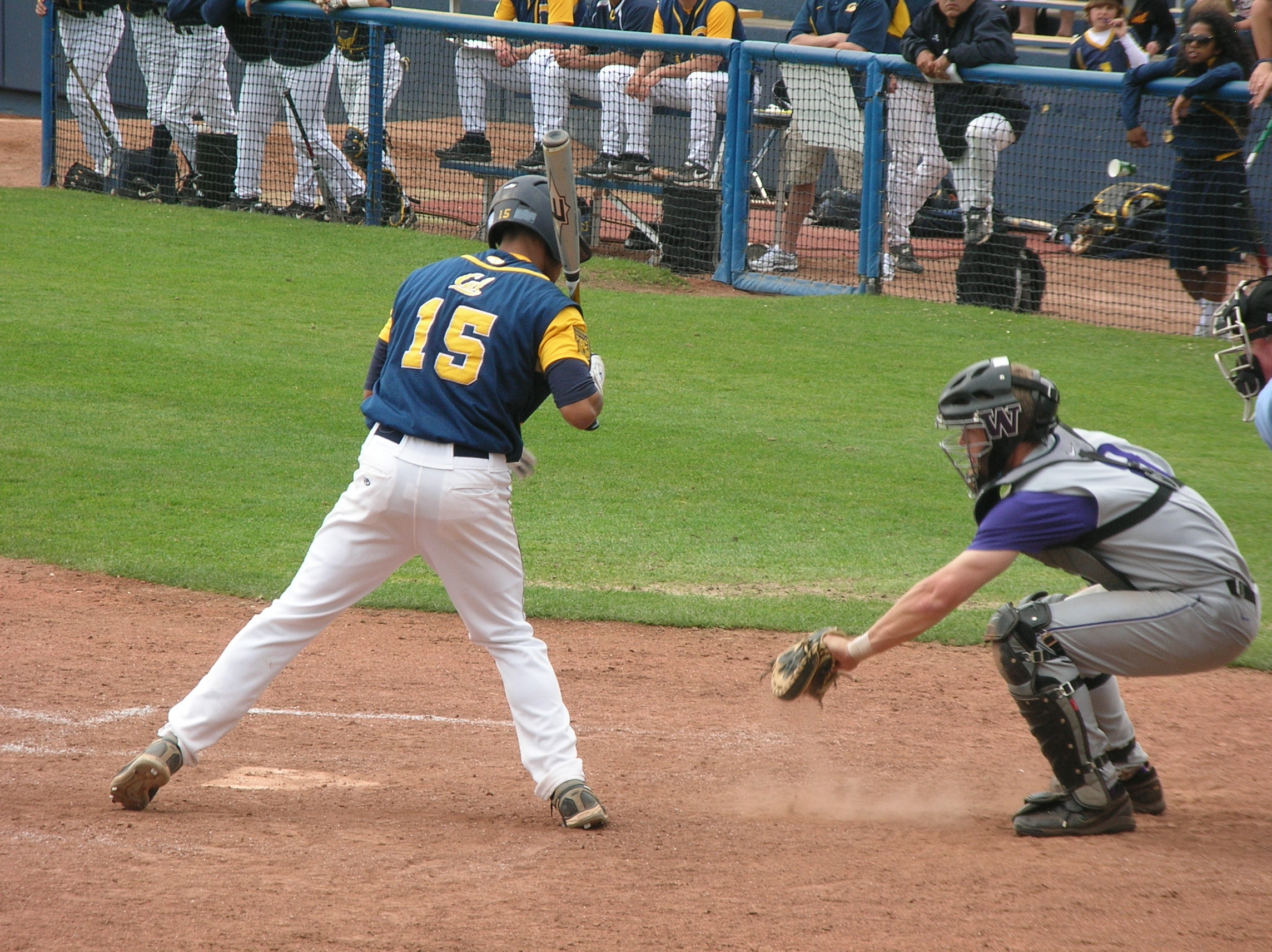
2010년 캘리포니아 골든 베어스를 위하여 타구하는 세미엔 (왼쪽)

세미엔은 계약을 맺이 않기로 선택하고 대신 자신이 캘리포니아 골든 베어스를 위하여 대학 야구를 했던 캘리포니아 대학교 버클리에 입학하였다.  신입생으로서 분투한 후, 세미엔은 2학년생으로서 향상시켜 .328 점을 쳤다.  주니어로서 세미엔은 팀을 위하여 출발 유격수였으나 .275 점을 쳐 메이저 리그 베이스볼 드래프트로 인해 하락했다.

## 프로 경력

### 시카고 화이트삭스 (2011년 ~ 2014년)

#### 마이너 리그
화이트삭스는 2011년 메이저 리그 베이스볼 드래프트의 전체 201번째 선발과 함께 6번째 라운드에서 세미엔을 드래프트 하였다.  그해 그는 싱글-A 캐너폴리스 인티미데이터스와 함께 자신의 프로 경력을 시작하여 15개의 2루타, 2개의 3루타, 3개의 홈런, 26개의 타점과 3개의 도루와 함께 229개의 타수에 .253 점을 치면서 시즌을 끝냈다.  세미엔은 2012년 시즌을 위하여 하이-A 윈스턴세일럼 대시로 옮겨졌다.  거기서 그는 31개의 2루타, 5개의 3루타, 14개의 홈런, 59개의 타점과 11개의 도루와 함께 418개의 타수에 .273 점을 쳤다.  다음 시즌을 위하여 세미엔은 화이트삭스 8번째 전망으로 순위에 들어왔다.

#### 메이저 리그
2013년 9월 3일 화이트삭스는 트리플-A 샬럿 나이츠로부터 세미엔의 계약을 선발하여 처음으로 메이저 리그로 그를 승진시켰다.  다음날 뉴욕 양키스를 상대로 데뷔한 그는 자신의 첫 타수에 CC 사바시아를 상대로 자신의 첫 안타인 1루타를 기록하였다.  9월 23일 그는 토론토 블루제이스의 J. A. 햅을 상대로 자신의 첫 메이저 리그 홈런을 쳤다.  그는 21개의 경기에서 나오고 2개의 홈런과 7개의 타점과 함께 .261 점을 치면서 자신의 데뷔 캠페인을 끝냈다.
2014년 세미엔을 화이트삭스를 위하여 64개의 경기에서 활약하여 6개의 홈런과 28개의 타점과 함께 .234/.300/.372 점을 쳤다.

### 오클랜드 애슬레틱스 (2015년 ~ 2020년)
2014년 12월 9일 화이트삭스는 제프 서마저와 마이클 이노아를 위한 교환에서 세미엔, 크리스 배싯, 랑헬 라벨로와 조시 페글리를 오클랜드 애슬레틱스로 이적시켰다.  그는 2015년 시즌을 팀의 출발 유격수로 시작하였다.  세미엔은 시즌을 통하여 방어적으로 어려움을 겪어 메이저 리그 선두의 18개의 투구 오류를 포함하여 메이저 리그 최악의 35개 오류를 저질렀다.  그는 .257의 평균과 15개의 홈런과 11개의 도루와 함께 2015년 시즌을 끝냈다.  히즌 후에 애슬레틱스는 그의 방어에 세미엔과 일하는 데 론 워싱턴을 기용하였다.
2016년 세미엔은 향상을 보이면서 21개 만의 오류를 저질렀다.  그는 477개와 함께 어시스트에서 메이저 리그을 이끌었다.  그는 본루에서 힘을 보여 자신이 10개의 도루와 함께 .288 점을 타구하면서 27개와 함께 홈런에서 팀에 2위로 왔다.

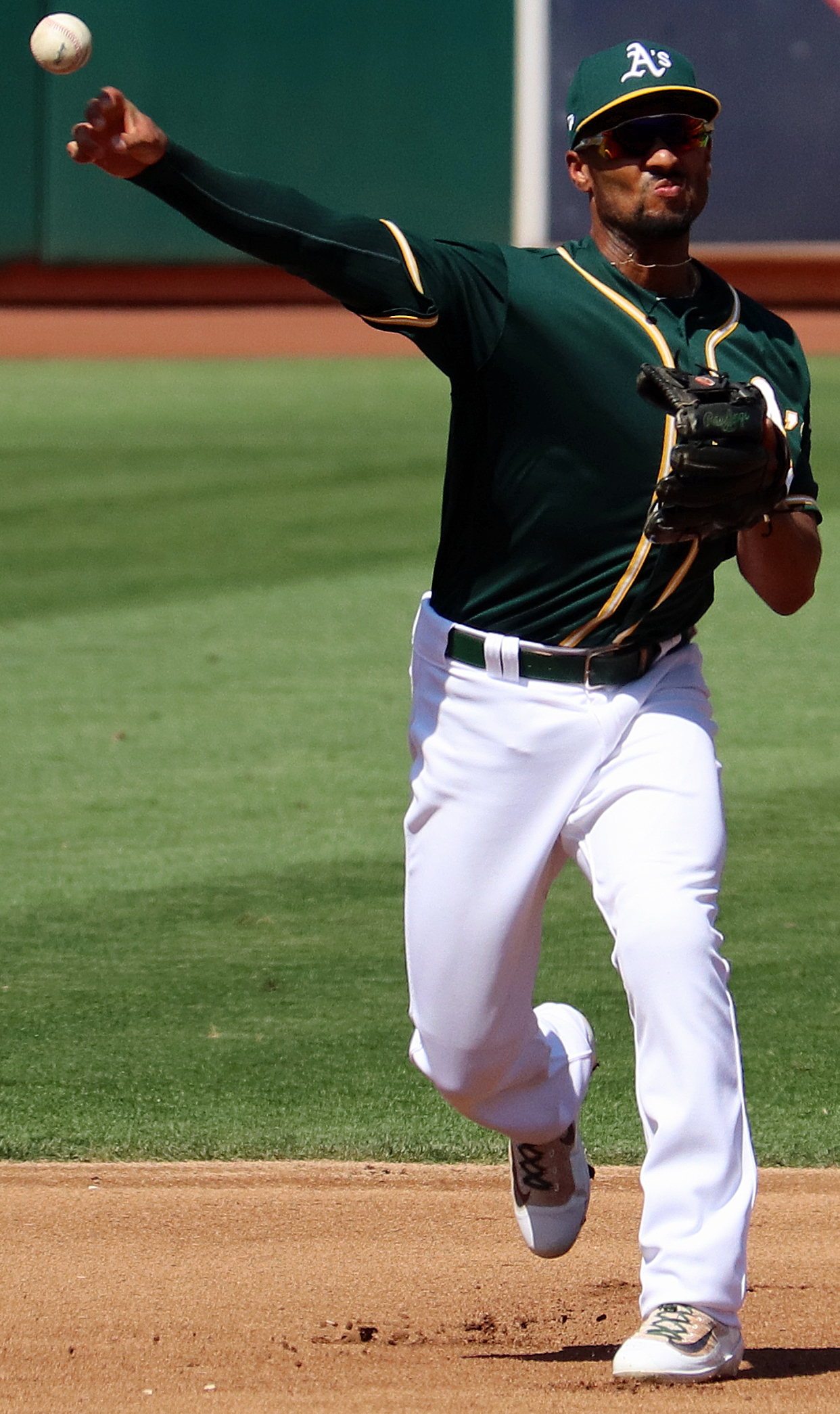
2017년의 세미엔

2017년 4월 17일 세미엔은 또한 수술이 필요했던 오른쪽 손목 골절로 인하여 10일간 부상자 명단에 놓였다.  2017년 시즌을 위하여 그는 10개의 홈런과 12개의 도루와 함께 .249 점을 타구하였다.
2018년 그는 15개의 홈런과 14개의 도루와 함께 .255 점을 타구하였다.  방어에 그는 459개와 함께 어시스트에서 메이저 리그를 이끌었다.  그는 아메리칸 리그에서 유격수로서 골드글러브를 위하여 3명의 결선 진출자들 중의 하나였으며 자신의 이전 시즌들로부터 격렬한 방어적 향상에 특정을 지었다.
2019년 그는 33개의 홈런과 함께 .285/.369/.522 점을 타구하였고 747개의 타석수와 함께 메이저 리그를 이끌었다.  그의 상연 향상들은 유격수에서 창립 올-MLB 세컨드 팀으로 임명되고, 아메리칸 리그 MVP를 위한 투표에서 3위를 하고 또다시 골드글러브를 위형 3명의 결선 진출자들 중의 하나로 임명되면서 포스트시즌의 수상 투표인들로부터 그에게 더욱 많은 관심을 끌었다.  
2020년 애슬레틱스를 위하여 53개의 경기에서 세미엔은 7개의 홈런, 9개의 2루타와 23개의 타점과 함께 .223/.305/.374 점을 일격하였다.

### 토론토 블루제이스 (2021년)
2021년 1월 30일 세미엔은 블루제이스와 1년, 1천 8백만 달러의 계약을 맺었다.  7월 1일 세미엔은 자신의 경력 사상 처음으로 올스타로, 그리고 2021년 올스타 경기에서 아메리칸 리그를 위하여 출발 2루수로 임명되었다.  9월 29일 세미엔은 2021년 시즌의 자신의 44번째 홈런을 쳐 주요 2루수에 의하여 한 시즌에 가장 많은 홈런으로 데이비 존슨의 메이저 리그 베이스볼 기록을 깼다.
세미엔은 45개의 홈런, 102개의 타점과 메이저 리그 선두의 86개의 장타와 함께 .265/.334/.538 점을 치면서 2021년 시즌을 끝냈다.  그는 아메리칸 리그 MVP 투표에서 오타니 쇼헤이와 동료 선수 블라디미르 게레로 주니어 만의 뒤로 3위를 하였다.

### 텍사스 레인저스 (2022년 ~ 현재)

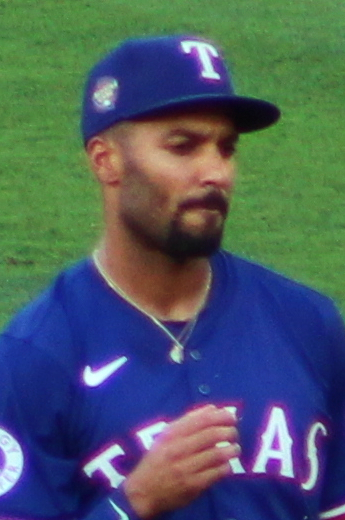
텍사스 레인저스와 함께 (2024년 7월 8일)

2021년 12월 1일 세미엔은 텍사스 레인저스와 함께 7년, 1억 7천 5백만 달러의 계약을 맺었다.  2022년 세미엔은 2년 연속을 위하여 타석수 (724개), 희생 플라이 (10개로 알렉스 브레그먼과 앨릭 봄과 동점)이서 메이저 리그를 이끌었고 26개의 홈런과 83개의 타점과 함께 .248/.304/.429 점을 쳤다.
2023년 세미엔은 리그를 이끄는 122개의 득점과 함께 .276/.348/.478 점을 타구한 동안 전체의 162개의 경기에서 활약한 후 타석수 (753개)에서 또다시 리그를 이끌었다.  추가로 그는 타석수를 위하여 메이저 리그 베이스볼 역사적 기록에서 단일 시즌 (정규와 포스트 시즌)을 세워 레니 다익스트라의 883개의 이전 기록을 통과한 총 835개의 타석수를 달성하였다.  세미엔은 선두 자리에서 최소한 100개의 타점과 함께 메이저 리그 베이스볼 역사상 5번째 선수가 되었고 실버 슬러거 상을 수상하였다.  그는 아메리칸 리그 MVP 투표에서 오타니 쇼헤이와 동료 선수 코리 시거의 뒤로 3위를 하였다.
레인저와 함께 팀이 5개의 경기에서 애리조나 다이아몬드백스를 꺾으면서 세미엔은 2023년 월드 시리즈를 우승하였다.
2024년 3개를 제외하고 전체의 경기에서 활약한 세미엔은 23개의 홈런과 74개의 타점과 함께 .237/.308/.391 점을 타구하였다.  추가로 그는 오클랜드 콜리시엄에서 마지막 경기 시리즈에서 자신의 1,500개의 경력 안타를 기록하였다.

## 개인 생활
세미엔의 부모도 또한 캘리포니아 대학교 버클리에서 수학하였으며 그의 부친 데이미언은 거기서 미식축구를 활약하였다.  세미엔의 삼촌 대릴 세미엔은 로얼 고등학교에서 야구 팀의 총감독이다.
세미엔과 그의 부인은 함께 3남 1녀를 두었다.
오프시즌에 세미엔과 그의 가족은 버클리에 거주한다.   

## 통산 성적
| 연 도          | 소 속          | 나 이          | 출 장 | 타 석 | 타 수 | 득 점 | 안 타 | 2 루 타 | 3 루 타 | 홈 런 | 타 점 | 도 루 | 도 실 | 볼 넷 | 삼 진 | 타 율 | 출 루 율 | 장 타 율 | O P S | 루 타 | 병 살 타 | 몸 맞 | 희 번 | 희 플 | 고 4 |
| -------------- | -------------- | -------------- | ----- | ----- | ----- | ----- | ----- | ------- | ------- | ----- | ----- | ----- | ----- | ----- | ----- | ----- | -------- | -------- | ----- | ----- | -------- | ----- | ----- | ----- | ---- |
| 2013           | CWS            | 22             | 21    | 71    | 69    | 61    | 7     | 4       | 0       | 2     | 7     | 2     | 2     | 1     | 22    | .261  | .268     | .406     | .673  | 28    | 1        | 0     | 0     | 1     | 0    |
| 2014           | CWS            | 23             | 64    | 255   | 231   | 30    | 54    | 10      | 2       | 6     | 28    | 3     | 0     | 21    | 70    | .234  | .300     | .372     | .673  | 86    | 6        | 1     | 2     | 0     | 0    |
| 2015           | OAK            | 24             | 155   | 601   | 556   | 65    | 143   | 23      | 7       | 15    | 45    | 11    | 5     | 42    | 132   | .257  | .310     | .405     | .715  | 225   | 16       | 1     | 1     | 1     | 1    |
| 2016           | OAK            | 25             | 159   | 621   | 568   | 72    | 135   | 27      | 2       | 27    | 75    | 10    | 2     | 51    | 139   | .238  | .300     | .435     | .735  | 247   | 12       | 0     | 1     | 1     | 1    |
| 2017           | OAK            | 26             | 85    | 386   | 342   | 53    | 85    | 19      | 1       | 10    | 40    | 12    | 1     | 38    | 85    | .249  | .325     | .398     | .722  | 136   | 3        | 2     | 1     | 3     | 0    |
| 2018           | OAK            | 27             | 159   | 703   | 632   | 89    | 161   | 35      | 2       | 15    | 70    | 14    | 6     | 61    | 131   | .255  | .318     | .388     | .706  | 343   | 12       | 1     | 2     | 7     | 1    |
| 2019           | OAK            | 28             | 162   | 747   | 657   | 123   | 187   | 43      | 7       | 33    | 92    | 10    | 8     | 87    | 102   | .285  | .369     | .522     | .892  | 245   | 11       | 2     | 0     | 1     | 2    |
| MLB 통산 : 7년 | MLB 통산 : 7년 | MLB 통산 : 7년 | 805   | 3384  | 3055  | 439   | 783   | 161     | 21      | 108   | 357   | 62    | 24    | 301   | 681   | .256  | .323     | .429     | .752  | 1310  | 61       | 7     | 7     | 14    | 5    |

※ 2019년 시즌 종료 기준